# Осот овочевий
Осот овочевий, осот городній (Cirsium oleraceum) — вид рослин з родини айстрових (Asteraceae), поширений у Європі, зх. Сибіру й Казахстані.

## Опис

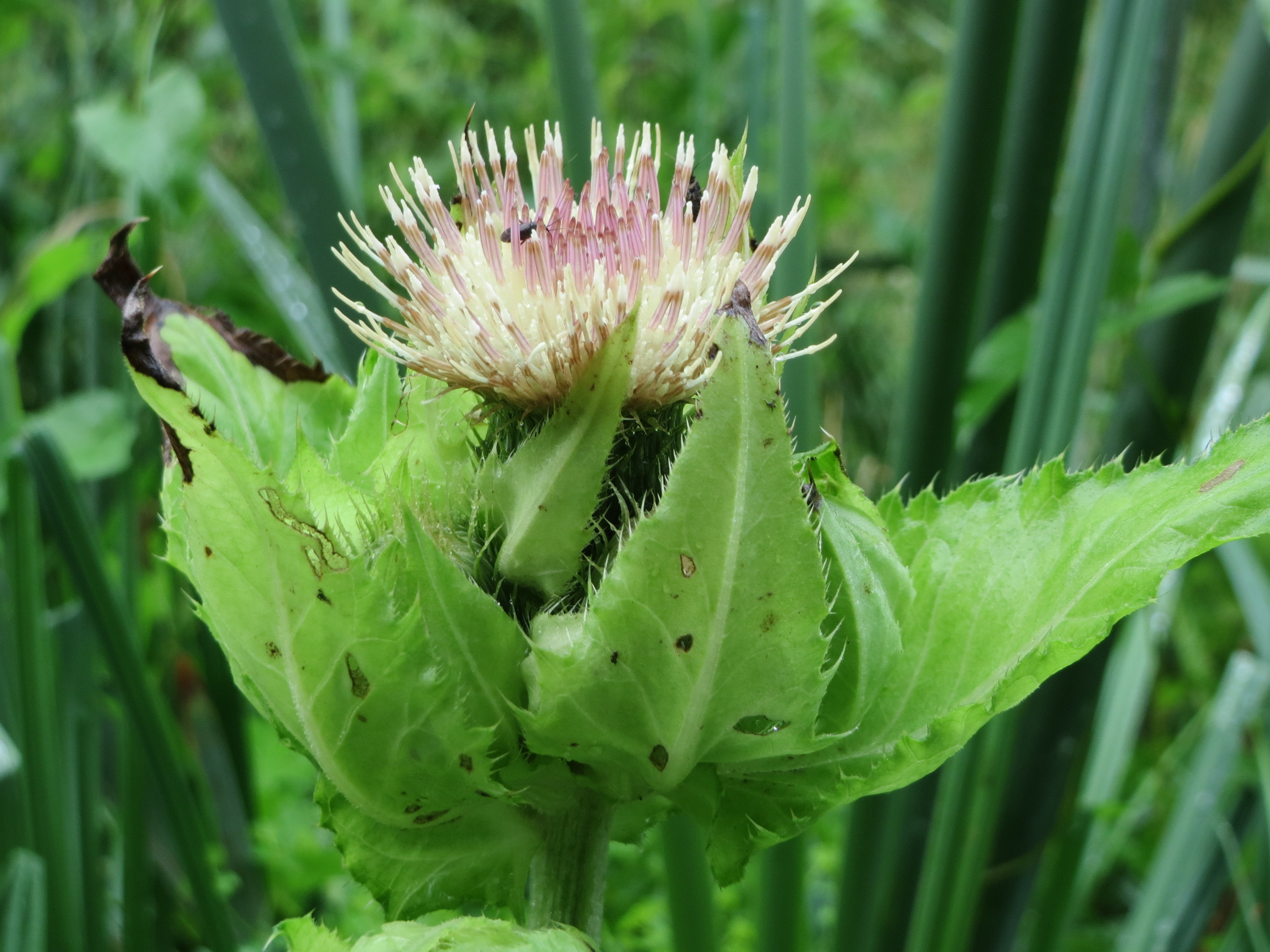

Багаторічна трав'яниста рослина 50–200 см заввишки. Кореневище горизонтальне, з шнуроподібними коренями. Листки м'які, голі, нерідко вкриті рідкісними звивистими волосками, глибоко ліроподібно- або перисто-надрізані; верхні — цілісні, велико-зубчасті. Кошики скупчені на верхівці стебла і щільно обгорнуті верхівковими листками. Листочки обгортки ланцетні, з слабоколючим відігнутим вістрям. Квітки світло-жовті; трубка віночка коротша зі відгин.

## Поширення
Поширений у Європі, західного Сибіру й Казахстані.
В Україні вид зростає на вологих луках, заболочених чагарниках, вільшняках і берегах річок — у б. ч. території крім Степу і Криму.